# Markedsfundamentalisme
Markedsfundamentalisme (også kendt som frimarkedsfundamentalisme) er et polemisk udtryk, der anvendes om en stærk tro på, at laissez faire-økonomisk politik, hvor staten helt afholder sig fra at blande sig i markedsøkonomien, kan løse de fleste økonomiske og sociale problemer.
Kritikere af en laissez-faire-holdning har brugt begrebet til at betegne, hvad de betragter som en forfejlet tro på, eller bevidst vildledning om, at frie (forstået som helt uregulerede) markeder kan skabe den størst mulige retfærdighed og velstand, og at enhver indblanding i markedet vil formindske samfundsvelfærden. Ifølge kritikerne ignorerer markedsfundamentalister således alle markedsfejl, der kan forhindre virkelighedens markedsøkonomier i at opfylde kriterierne for fuldkommen konkurrence.
Udtrykket blev udbredt af finansmanden og milliardæren George Soros i hans bog The Crisis of Global Capitalism fra 1998, hvor han bl.a. skrev: "... denne ide blev kaldt laissez faire i det 19. århundrede ... jeg har har fundet et bedre navn for det: markedsfundamentalisme".
Økonomen Joseph E. Stiglitz brugte udtrykket i sit selvbiografiske essay, da han modtog Nobelprisen i økonomi, til at kritisere Den internationale Valutafonds (IMFs) daværende holdninger: "Mere generelt støttede IMF et sæt synspunkter, som der bredt refereres til som enten the Washington consensus, de neoliberale doktriner eller markedsfundamentalisme, baseret på en fejlagtig forståelse af økonomisk teori og (hvad jeg anså som) en utilstrækkelig fortolkning af de historiske data".